# Antonio Stradivari
Antonio Giacomo Stradivari, latinizováno jako Antonius Stradivarius, (1644 Cremona – 18. prosince 1737 Cremona) byl italský mistr houslař, nejslavnější představitel cremonské houslařské školy.

## Život
Přesné datum jeho narození není doloženo, odhaduje se mezi lety 1642 až 1648. Nejčastěji se uvádí rok 1644, který se odvozuje podle nápisu „d'anni 93“ na štítku v houslích, které postavil v roce 1737 ve věku devadesáti tří let. Místo jeho narození rovněž není zdokumentováno. Jeho rodiči byli Alessandro Stradivari a Anna Moroni, kteří žili několik let v Cremoně. Stradivariové patřili mezi významné cremonské rody už od 12. nebo 13. století. První písemná zmínka je v zemských knihách z roku 1188.
Antonio Stradivari se houslařskému řemeslu učil u Niccoly Amatiho. První vlastní housle postavil v roce 1665, jak je uvedeno v deníku sběratele hraběte Cozia di Salabue. Do houslí vlepil nálepku s nápisem Antonius Stradiuarius Cremonensis Alumnus Nicolai Amati Faciebat Anno 1665. V dílně mistra Amatiho pracoval Stradivari až do roku 1667, kdy se oženil s vdovou Francescou Ferraboschiovou se dvěma dětmi a přestěhoval se do domu na ulici San Luca. V domě bydleli až do roku 1680 a narodilo se jim pět dětí. Stradivari nejdříve vyráběl podobné modely jako Amati, ale později začal experimentovat s tloušťkou dřeva, různými laky a dalšími změnami v konstrukci a jeho nástroje si získávaly stále větší renomé. Rostoucí počet zakázek od šlechty a známých hudebníků, jeho píle a skromnost mu přinesly značné bohatství. Kolem roku 1680 Stradivari koupil dům známý jako No. 2 Piazza Dan Domenico (nyní No. 1 Piazza Roma), který byl nedaleko od domů rodiny Amati a Guarneri, dalších známých houslařů v Cremoně. Stradivari zůstal v domě, který používal i jako dílnu, až do konce života. Jeho žena Francesca zemřela v roce 1698. O rok později se Stradivari oženil podruhé s Marií Antonií Zambelli, která byla o dvacet let mladší. V době svatby jí bylo 35 let. Od roku 1700 do roku 1708 měli pět dětí. Jeho manželka zemřela 4. května 1737 a 18. prosince téhož roku zemřel Antonio Stradivari ve věku 93 let. Je pohřbený v rodinné hrobce v kostele San Domenico v Cremoně.
Za celý svůj život postavil Stradivari asi 1100 hudebních nástrojů, z nichž se dochovalo přibližně 500 houslí, 20 viol, 50 violoncell a několik jiných druhů (kytara, mandolína, malá harfa).
Jeho nástroje nesou označení
Antonius Stradivarius Cremonensis Faciebat Anno [rok]
Svá nejlepší díla vytvořil v rozmezí let 1698–1725. Nástroje vyrobené po roce 1730 již pravděpodobně nevytvořil Antonio Stradivari, ale jeho synové Francesco (1671–1743) a Omobono (1679–1742), jsou signovány
Sotto la Desciplina d'Antonio Stradivari F. in Cremona [rok]

## Pozůstalost
Stradivariho synové Francesco a Omobono převzali dílnu po otci, ale svého otce přežili jen o pět let. Po jejich smrti dílnu přeměnil nejmladší syn Antonia Stradivariho, který byl obchodník se suknem, na sklad sukna. V r. 1774 nabídl pozůstalost po otci (nářadí, šablony, modely, formy) včetně řady nástrojů městu Cremona, které však nemělo dostatek prostředků na její odkoupení. Majitelem se stal sběratel hrabě Cozio de Salabue. Po jeho smrti sbírku známou jako „Collezione Salabue“ zdědil markýz Rolande della Valle di Torino, který ji dále rozšířil a katalogizoval. Roku 1920 sbírku čítající 1303 kusů odkoupil známý houslař Giuseppe Fiorini, který ji před svou smrtí věnoval muzeu v Cremoně.

## Dílo

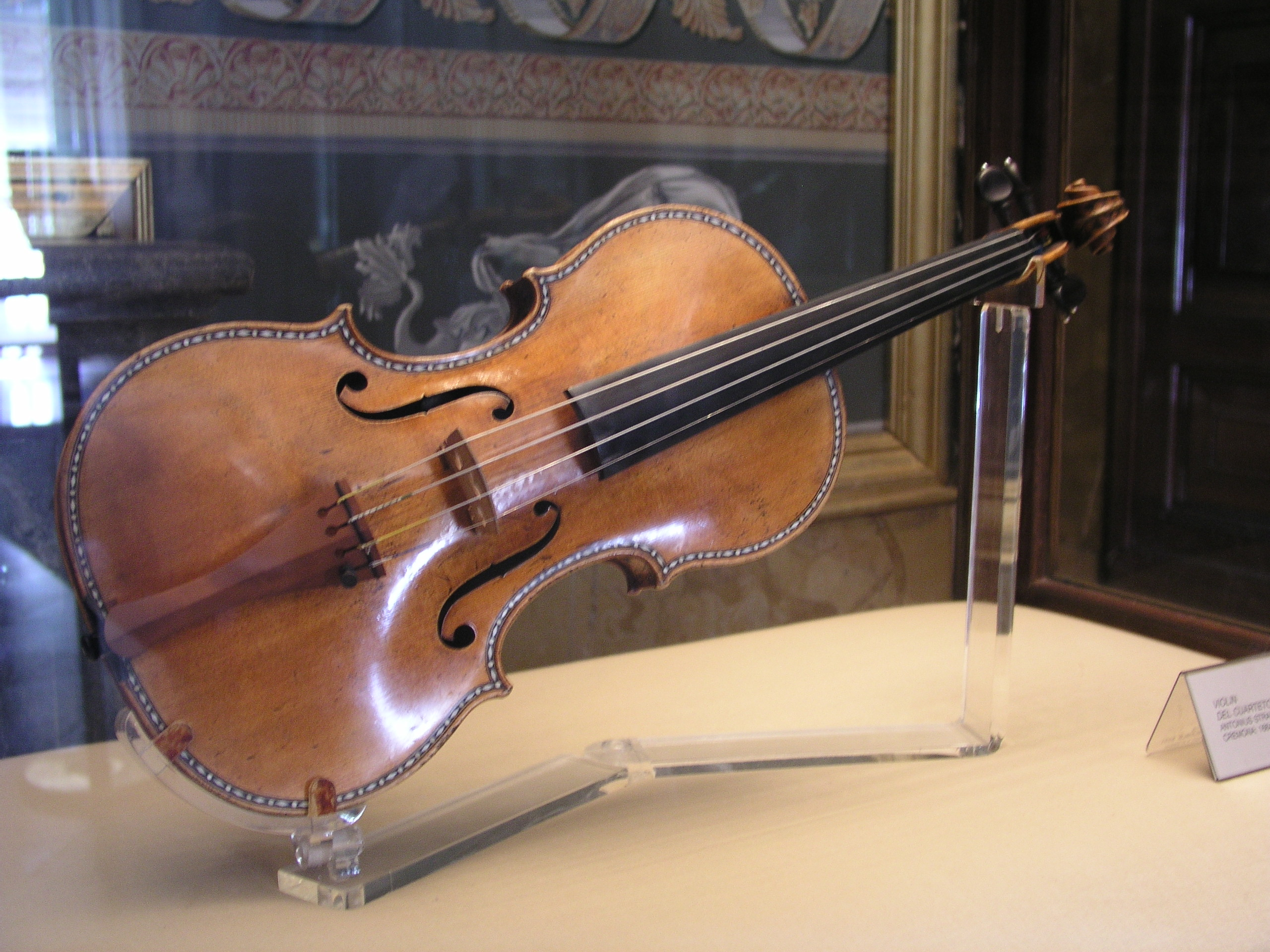
Jedny z houslí vystavených ve španělském královském paláci

Stradivariho tvorbu lze rozdělit do několika období
- V prvním období mezi léty 1665 až 1686 vytvářel housle podle vzoru svého učitele Nicola Amatiho. Těmto nástrojům se někdy říká „amatisé“. Zachovalo se jich jen několik. Na housle z r. 1683 hrával v Českém kvartetu Josef Suk.
- Ve druhém období (1686–1700), nazývaném dobou experimentů, dal svým nástrojům nové proporce, housle dostaly větší rozměr. Pro svůj protáhlý, štíhlý tvar bývají nazývány „allongé“ (podlouhlé). Také používal tmavší, bohatější lak na rozdíl od světlejší, žluté barvy, používané Amatim. Tyto housle mají jasný zvuk s charakteristickým spodním temnějším zabarvením. Na housle z roku 1687 hrával dlouhá léta Jan Kubelík.
- Vrcholným obdobím, označovaným jako „zlatý věk“ Stradivariho tvorby jsou léta 1700 až 1725, kdy vytvářel tvarově i zvukově dokonalé nástroje, tzv. „velké stradivárky“. Střed těchto nástrojů je zúžený, dolní část korpusu je naopak překvapivě široká. Přes tyto shodné atributy měl každý nástroj své specifické provedení. Jako znalec dřeva měl Stradivari geniální schopnost přizpůsobit každý materiál své zvukové představě a opracovat ho přesně podle rezonančních schopností a vlastností. Nástroje se lišily jak v tloušťce desek, tak v kresbách modelů. Mezi nejdokonalejší patří housle Betts-strad z roku 1704, Laubovy housle z roku 1705 nebo Composelice-strad z roku 1710, na které hrál až do své smrti Váša Příhoda, Sancy-strad (1713), Delphin-strad (1714) a Kubelíkovy housle Emperor (1715).
- V posledním období po roce 1725 vznikají stále mistrovské nástroje, ale práce na nich není tak dokonalá jako u předchozích. Jejich vyšší klenba způsobuje, že nemají tak jasný hlas. Poslední známé Stradivariho housle, které vznikly v roce 1737, mají poetický a nostalgický název Labutí píseň.

Stradivariho nástroje se stále těší neobyčejné popularitě a prodávají se za extrémně vysoké ceny. Na newyorské aukci v květnu 2006 se prodaly housle „Hammer Stradivarius“ za rekordní cenu v přepočtu přes 70 miliónů korun.
Největší veřejně přístupná sbírka Stradivariho nástrojů se nachází ve španělském královském paláci v Madridu, kde jsou vystaveny dvoje housle, viola a dvě violoncella.
Přesné postupy při konstrukci Stradivariho nástrojů, stejně jako složení laku, zůstávají dodnes tajemstvím, přestože bylo na toto téma provedeno nespočet výzkumů. Housle Cremonských mistrů (Stradivari, rodina Amati a rodina Guarneri) jsou dodnes údajně nepřekonané v kráse tónu.
Stradivariho housle mají překrásný zvuk, zejména ve frekvenčním pásmu 2000 – 4000 Hz, kde je lidské ucho nejcitlivější. Jedna z teorií předpokládá, že ke krásné barvě tónu přispělo tehdejší studené klima. V rozmezí 16. – 18. století panovala na evropském kontinentě tzv. malá doba ledová, která měla přímý vliv na kvalitu dřeva – nižší teploty zapříčiňovaly pomalejší růst stromů (a tedy užší letokruhy) a slabší buněčné stěny. Důvod neobyčejného zvuku Stradivariho houslí ale nemůže být pouze v použitém dřevě, protože stejné bylo k dispozici i ostatním evropským nástrojařům. Podle jiných teorií k výjimečné kvalitě tónu přispívají malé asymetrické odchylky použitého dřeva. Může ale také jít čistě o subjektivní vliv značky (mýtus). Většina posluchačů jejich zvuk nepreferuje.

## Přehled Stradivariho nástrojů

### Housle
| Model                                                           | Vyrobeno | Vlastník                                                        | Poznámky                                                                                                 |
| Aranyi Stradivarius                                             | 1667     |                                                                 | |
| ex Captain Saville Stradivarius                                 | 1667     | André Rieu                                                      | |
| Amatese Stradivarius                                            | 1668     |                                                                 | |
| Oistrakh Stradivarius                                           | 1671     | David Oistrach                                                  | odcizené v roce 1996, stále se nenašly                                                                   |
| Spanish Stradivarius                                            | 1677     |                                                                 | |
| Paganini-Desaint Stradivarius (Paganini-Quartett)               | 1680     | Nippon Music Foundation                                         | půjčené Kikuei Ikeda z Tokyo String Quartet                                                              |
| Fleming Stradivarius                                            | 1681     | Stradivari Society Archivováno 30. 12. 2017 na Wayback Machine. | půjčené Cecily Ward                                                                                      |
| Bucher Stradivarius                                             | 1683     |                                                                 | |
| Cipriani Potter Stradivarius                                    | 1683     |                                                                 | |
| Cobbett ex Holloway Stradivarius                                | 1683     |                                                                 | |
| ex Arma Senkrah Stradivarius                                    | 1685     |                                                                 | |
| ex Castelbarco Stradivarius                                     | 1685     |                                                                 | |
| Auer Stradivarius                                               | 1689     | Stradivari Society                                              | půjčené Vadimu Gluzmanovi                                                                                |
| Arditi Stradivarius                                             | 1689     |                                                                 | |
| Baumgartner Stradivarius                                        | 1689     |                                                                 | |
| Bingham Stradivarius                                            | 1690     |                                                                 | |
| Bennett Stradivarius                                            | 1692     | pojišťovna Winterthur                                           | půjčené Hanně Weinmeisterové                                                                             |
| Falmouth Stradivarius                                           | 1692     | Leonidas Kavakos                                                | |
| Baillot-Pommerau Stradivarius                                   | 1694     |                                                                 | |
| Fetzer Stradivarius                                             | 1695     | Stradivari Society                                              | půjčené Ruggerovi Allifranchinimu                                                                        |
| Cabriac Stradivarius                                            | 1698     |                                                                 | |
| ex Baron Knoop Stradivarius                                     | 1698     |                                                                 | |
| Lady Tennant Stradivarius                                       | 1699     |                                                                 | prodané ve dražbě za více než 2 milióny USD                                                              |
| Longuet Stradivarius                                            | 1699     |                                                                 | |
| Countess Polignac Stradivarius                                  | 1699     |                                                                 | |
| Castelbarco Stradivarius                                        | 1699     |                                                                 | |
| Cristiani Stradivarius                                          | 1700     |                                                                 | |
| Taft ex Emil Heermann Stradivarius                              | 1700     |                                                                 | |
| Dushkin Stradivarius                                            | 1701     | Stradivari Society                                              | půjčené Franku Almondovi                                                                                 |
| The Irish Stradivarius                                          | 1702     | OKO Bank, Finsko                                                | půjčené Réce Szilvayové                                                                                  |
| Conte di Fontana Stradivarius, ex Oistrach                      | 1702     |                                                                 | na tento nástroj hrál Oistrach od roku 1953 asi 8 let                                                    |
| King Maximilian Joseph Stradivarius                             | asi 1702 | Stradivari Society                                              | půjčené Berentovi Korfkerovi                                                                             |
| Lyall Stradivarius                                              | 1702     | Stradivari Society                                              | půjčené Stefanu Milenkovichi                                                                             |
| La Rouse Boughton Stradivarius                                  | 1703     | Österreichische Nationalbank                                    | půjčené Borisi Kuschnirovi z Kopelman Quartet                                                            |
| Allegretti Stradivarius                                         | 1703     |                                                                 | |
| Alsager Stradivarius                                            | 1703     |                                                                 | |
| Emiliani Stradivarius                                           | 1703     | Anne-Sophie Mutterová                                           | |
| Betts Stradivarius                                              | 1704     |                                                                 | |
| ex Marsick Stradivarius, také ex Oistrach                       | 1705     |                                                                 | |
| ex Brüstlein Stradivarius                                       | 1707     | Österreichische Nationalbank                                    | |
| La Cathédrale Stradivarius                                      | 1707     | Stradivari Society                                              | půjčené Tamaki Kawakubo                                                                                  |
| Hammer Stradivarius                                             | 1707     |                                                                 | prodané v dražbě r. 2006 za rekordní sumu 3,544 milionů dolarů                                           |
| Burstein Bagshawe Stradivarius                                  | 1708     | Stradivari Society                                              | půjčené Janice Martinové                                                                                 |
| Huggins Stradivarius                                            | 1708     | Nippon Music Foundation                                         | půjčené Sergeji Chačatrianovi Archivováno 29. 8. 2006 na Wayback Machine.                                |
| Ruby Stradivarius                                               | 1708     | Stradivari Society                                              | hrála na ně Leila Josefowicz, dnes na ně hraje Vadim Repin                                               |
| Berlin Hochschule Stradivarius                                  | 1709     |                                                                 | |
| Ernst Stradivarius                                              | 1709     |                                                                 | |
| Viotti Stradivarius                                             | 1709     |                                                                 | |
| Engleman Stradivarius                                           | 1709     | Nippon Music Foundation                                         | půjčené Lise Batiashvili                                                                                 |
| Duc de Camposelice Stradivarius                                 | 1710     | Nippon Music Foundation                                         | do roku 1960 je vlastnil Váša Příhoda, od r.1960 zapůjčené Československým statem Josefu Sukovi mladšímu |
| Lord Dunn Raven Stradivarius                                    | 1710     | Anne-Sophie Mutterová                                           | |
| ex Roederer Stradivarius                                        | 1710     |                                                                 | hraje na ně David Grimal                                                                                 |
| ex Vieuxtemps Stradivarius                                      | 1710     |                                                                 | |
| Liegnitz Stradivarius                                           | 1711     |                                                                 | |
| Boissier Stradivarius                                           | 1713     |                                                                 | |
| Gibson ex Hubermann Stradivarius                                | 1713     | Joshua Bell                                                     | |
| Dolphin Stradivarius                                            | 1714     | Nippon Music Foundation                                         | půjčené Akiko Suwanai                                                                                    |
| Soil Stradivarius                                               | 1714     | Itzhak Perlman                                                  | |
| ex Berou ex Thibaud Stradivarius                                | 1714     |                                                                 | |
| Le Maurien Stradivarius                                         | 1714     |                                                                 | odcizené roku 2002, stále se nenašly                                                                     |
| Leonora Jackson Stradivarius                                    | 1714     |                                                                 | |
| Lipinski Stradivarius                                           | 1715     |                                                                 | ztracené od roku 1962                                                                                    |
| Cremonese, ex Joachim Stradivarius                              | 1715     | město Cremona                                                   | |
| Titian Stradivarius                                             | 1715     |                                                                 | |
| Alard Stradivarius                                              | 1715     |                                                                 | |
| ex Bazzini Stradivarius                                         | 1715     |                                                                 | |
| Cessole Stradivarius                                            | 1716     |                                                                 | |
| Berthier Stradivarius                                           | 1716     |                                                                 | |
| Booth Stradivarius                                              | 1716     |                                                                 | dříve na ně hrála Julia Fischer                                                                          |
| Colossus Stradivarius                                           | 1716     |                                                                 | odcizené roku 1998, stále se nenašly                                                                     |
| Monasterio Stradivarius                                         | 1716     |                                                                 | |
| Provigny Stradivarius                                           | 1716     |                                                                 | |
| Messiah Stradivarius                                            | 1716     |                                                                 | |
| ex Windsor Weinstein Stradivarius                               | 1716     | The Canada Council for the Arts Musical Instrument Bank         | |
| ex Wieniawski Stradivarius                                      | 1717     |                                                                 | |
| Sasserno Stradivarius                                           | 1717     | Nippon Music Foundation                                         | půjčené Viviane Hagnerové                                                                                |
| Firebird ex Saint Exupéry Stradivarius                          | 1718     | Salvatore Accardo                                               | |
| San Lorenzo Stradivarius                                        | 1718     | Talbot Aachen                                                   | hraje na ně David Garrett                                                                                |
| Madrileño Stradivarius                                          | 1720     |                                                                 | |
| ex Beckerath Stradivarius                                       | 1720     |                                                                 | |
| Red Mendelssohn Stradivarius                                    | 1720     |                                                                 | hraje na ně Elizabeth Pitcairnová                                                                        |
| Artot Stradivarius                                              | 1722     |                                                                 | |
| Jupiter Stradivarius                                            | 1722     | Nippon Music Foundation                                         | dříve půjčené Midori Goto, dnes půjčené Daishin Kashimoto                                                |
| Laub Petschnikoff Stradivarius                                  | 1722     |                                                                 | |
| Jules Falk Stradivarius                                         | 1722     | Viktoria Mullova                                                | |
| Kiesewetter Stradivarius                                        | 1723     | Stradivari Society                                              | půjčené Augustinu Hadelichovi                                                                            |
| Le Sarastre Stradivarius                                        | 1724     | Real Conservatorio Superior de Música, Madrid                   | |
| Brancaccio Stradivarius                                         | 1725     |                                                                 | |
| Barrere Stradivarius                                            | 1725     | Stradivari Society                                              | půjčené Janine Jansenové                                                                                 |
| Wilhelmj Stradivarius                                           | 1725     | Nippon Music Foundation                                         | půjčené Baibě Skrideové                                                                                  |
| Davidoff Morini Stradivarius                                    | 1727     |                                                                 | odcizené roku 1995, dodnes se nenašly                                                                    |
| ex General Dupont Stradivarius                                  | 1727     |                                                                 | půjčené Jennifer Kohové                                                                                  |
| Holroyd Stradivarius                                            | 1727     |                                                                 | |
| Kreutzer Stradivarius                                           | 1727     |                                                                 | |
| Hart ex Francescatti Stradivarius                               | 1727     | Salvatore Accardo                                               | |
| Paganini Comte Cozio di Salbue Stradivarius (Paganini Quartett) | 1727     | Nippon Music Foundation                                         | půjčené Martinu Beaverovi z Tokyo String Quartet                                                         |
| Benny Stradivarius                                              | 1729     | Jack Benny                                                      | zděděné Los Angeles Philharmonic Association                                                             |
| Lady Jeanne                                                     | 1731     | Donald Kahn Foundation                                          | půjčené Benjaminu Schmidovi                                                                              |
| Herkules Stradivarius                                           | 1732     | patřily Eugènovi Ysaÿe                                          | odcizené roku 1908, stále se nenašly                                                                     |
| Des Rosiers Stradivarius                                        | 1733     |                                                                 | |
| Rode Stradivarius                                               | 1733     |                                                                 | |
| Ames Stradivarius                                               | 1734     |                                                                 | odcizené v roce 1980, našly se v roce 2015. Vráceny rodině houslisty Romana Totenberga                   |
| ex Baron von Feilitzsch Stradivarius                            | 1734     | Gidon Kremer                                                    | |
| Habeneck Stradivarius                                           | 1734     | Royal Academy of Music                                          | |
| Lamoureux Stradivarius                                          | 1735     |                                                                 | odcizené, stále se nenašly                                                                               |
| Muntz Stradivarius                                              | 1736     | Nippon Music Foundation                                         | půjčené Arabelle Steinbacherové                                                                          |
| Comte d'Amaille Stradivarius                                    | 1737     |                                                                 | |
| Lord Norton Stradivarius                                        | 1737     |                                                                 | |
| Chant du Cygne – Swan Song Stradivarius                         | 1737     |                                                                 | |

### Violy
Dodnes se dochovalo 13 Stradivariho viol.
| Model                                                 | Vyrobeno | Vlastník                | Poznámky                                        |
| Archinto Stradivarius                                 | 1667     | Royal Academy of Music  |                                                 |
| Paganini Mendelssohn Stradivarius (Paganini-Quartett) | 1731     | Nippon Music Foundation | půjčené Kazuhide Isomura z Tokyo String Quartet |

### Violoncella
Antonio Stradivari za svého života vyrobil mezi 70 a 80 violoncelly, dodnes se dochovalo 60.
| Model                                               | Vyrobeno | Vlastník                                                     | Poznámky |
| General Kyd ex Leo Stern Stradivarius               | 1684     | Los Angeles Philharmonic Orchestra                           | Tento nástroj byl ukraden 27. dubna 2004 a později nalezen v kontejneru jednou rodinou, která z něj následně chtěla vyrobit stojan na CD. Po zjištění jeho hodnoty jej po třech týdnech vrátila zpět vlastníkovi. Leo Stern byl prvním interpretem Dvořákova koncertu h-moll. |
| Barjanski Stradivarius                              | 1690     |                                                              | hraje na něj Julian Lloyd Webber |
| ex-Gendron                                          | 1693     | Stiftung für Kunst und Kultur des Landes Nordrhein-Westfalen | hraje na něj Maria Kliegelová. Od 1958 do 1985 na něj hrál Maurice Gendron. |
| Bonjour Stradivarius                                | 1696     | Abel Bonjour                                                 | půjčené Kaori Yamagami |
| Lord Aylesford Stradivarius                         | 1696     | Nippon Music Foundation                                      | od 1950 do 1965 na něj hrál Janos Starker |
| Castelbarco Stradivarius                            | 1697     | Aurora Nátola-Ginastera                                      | |
| Servais Stradivarius                                | 1701     |                                                              | hraje na něj Anner Bylsma; je to neobyčejně velký nástroj, původně byl pravděpodobně laděn o tón níže; je to první violoncello, na které byl připevněn bodec (okolo roku 1850).                                                                                               |
| Paganini Countess of Stanlein Stradivarius          | 1707     | Bernard Greenhouse                                           | |
| Gore Booth Stradivarius                             | 1710     |                                                              | |
| Duport Stradivarius                                 | 1711     | Mstislav Rostropovič                                         | |
| Mara                                                | 1711     | Heinrich Schiff                                              | |
| Davydov                                             | 1712     | Vuitton Foundation                                           | pojmenované po Karlu Davydovovi, kterého Čajkovskij označil za Cellového cara; dříve patřilo Jacqueline du Pré; v současnosti na nástroj hraje Yo-Yo Ma |
| Batta Stradivarius                                  | 1714     | Gregor Piatigorsky                                           | |
| Becker Stradivarius                                 | 1719     |                                                              | |
| Piatti Stradivarius                                 | 1720     | Carlos Prieto                                                | |
| Hausmann Stradivarius                               | 1724     | Soukromá sbírka                                              | |
| Baudiot Stradivarius                                | 1725     | Gregor Piatigorsky                                           | |
| De Munck ex Feuermann Stradivarius                  | 1730     | Nippon Music Foundation                                      | půjčené Stevenovi Isserlisovi |
| Braga                                               | 1731     |                                                              | |
| Paganini Ladenburg Stradivarius (Paganini-Quartett) | 1736     | Nippon Music Foundation                                      | půjčené Clive Greensmithovi z Tokyo String Quartet |

### Kytary
Dodnes se zachovaly jen dvě Stradivariho kytary, z ostatních zbyly jen fragmenty.
| Model                | Vyrobeno       | Vlastník | Poznámky |
| Hill Stradivarius    | 1680 nebo 1688 |          |          |
| Rawlins Stradivarius | 1700           |          |          |